# سیارک ۴۷۲۹
سیارک ۴۷۲۹ (به انگلیسی: 4729 Mikhailmilʹ، نامگذاری:1980RO2) چهار هزار و هفتصد و بیست و نهمین سیارک کشف شده‌است که در ۸ سپتامبر ۱۹۸۰ کشف شد.
قدر مطلق سیارک برابر ۱۳٫۰۰ است.